# Racemobambos
Racemobambos je rod trava u potporodici Bambusoideae, smješten u vlstiti podtribus Racemobambosinae, dio tribusa Bambuseae. Postoji 19 vrsta raširenih od Malajskog poluotoka do Papuazije, po otocima Borneo, Moluci, Nova Gvineja, Celebes, Bismarckovi otoci, Solomonovi otoci

## Vrste
1. Racemobambos celebica S.Dransf.
2. Racemobambos ceramica S.Dransf.
3. Racemobambos congesta (Pilg.) Holttum
4. Racemobambos gibbsiae (Stapf) Holttum
5. Racemobambos glabra Holttum
6. Racemobambos hepburnii S.Dransf.
7. Racemobambos hirsuta Holttum
8. Racemobambos hirta Holttum
9. Racemobambos holttumii S.Dransf.
10. Racemobambos kutaiensis S.Dransf.
11. Racemobambos multiramosa Holttum
12. Racemobambos novohibernica S.Dransf.
13. Racemobambos pairinii K.M.Wong
14. Racemobambos raynalii Holttum
15. Racemobambos rigidifolia Holttum
16. Racemobambos rupicola Widjaja
17. Racemobambos schultzei (Pilg.) Holttum
18. Racemobambos sessilis Widjaja
19. Racemobambos setifera Holttum